# Stazione di Caen
La stazione di Caen (in francese Gare de Caen) è la principale stazione ferroviaria di Caen, Francia.